# ASU-57
L'ASU-57 era un semovente anticarro destinato alle divisioni aerotrasportate sovietiche, prodotto durante gli anni '50.

## Storia
Fu sviluppato nei primi anni 50' e fu presentato per la prima volta nel 1957 e distribuito alle divisioni aviotrasportate sovietiche, furono anche venduti un paio di esemplari alla Jugoslavia e all'Egitto.

## Struttura
Il carro presenta uno scafo privo di torretta molto sottile (6mm sul frontale) che ospita un cannone anticarro ZiS-2 da 57mm.
L'equipaggio è composto da 3 membri, il carro è realizzato con alluminio corazzato; il motore e la trasmissione sono posizionati nella parte anteriore e il resto del veicolo presenta la sezione di combattimento scoperta. Il guidatore siede davanti a sinistra, di fianco al cannone con davanti a sé un pannello corazzato che può essere abbassato quando necessario, soprattutto per motivi di visibilità e quando viene sollevato vi è un blocco visivo sostitutivo. Il servente siede dietro al guidatore e ha a disposizione lo stesso tipo di pannello protettivo che però è disposto lateralmente. Il capocarro/cannoniere risiede a destra del cannone e ne possiede uno alla propria destra e manovra anche un periscopio che spunta al di sopra della corazza, la parte posteriore del carro è composta da rastrelliere per munizioni posizionate verticalmente.

## Armamento
Il cannone è un 57 mm superveloce che spara proiettili perforanti da 3 kg, inoltre può anche sparare proiettili APDS e HE.
Questo carro poteva montare 2 cannoni intercambiabili distinguibili per il diverso ammortizzatore sulla canna, la gittata massima per il ruolo controcarro era di circa 800 m mentre la gittata massima del proiettile era di circa 6000 m.

## Utilizzo
L'ASU-57 nasce per far fronte alla controparte NATO di carri aviotrasportati. Per quanto il carro fosse effettivamente utilizzabile con lancio aereo, presentava numerose criticità su tutti i fronti: l'armatura era inefficace anche contro la fanteria, il cannone troppo vecchio e obsoleto aveva difficoltà a penetrare le armature dei carri nemici.